# Coniopteryx simplex
Coniopteryx simplex är en insektsart som beskrevs av Meinander 1974. Coniopteryx simplex ingår i släktet Coniopteryx och familjen vaxsländor. Inga underarter finns listade i Catalogue of Life.